# 모션 컨트롤 카메라
모션 컨트롤 카메라(Motion Control Camera)는 컴퓨터에 의해 모션이 제어되는 장비를 의미한다. 이 장비는 컨트롤러의 간단한 조작만으로도 트랙 위에서의 전후 이동, 카메라 조작부에서 상하좌우의 이동이 가능하게 해준다. 가장 큰 특징은 카메라의 모션을 저장했다가 호출하는 게 가능하여 동일한 카메라 모션을 오차 없이 반복할 수 있다는 점이다.)
이를 통해 창의적인 영상 제작이 가능하며, 현재 그 활용 가능성이 확대되고 있는 추세이다.

## MCC 활용의 예
- 영화 태극기 휘날리며의 중공군 등장 장면: 일부의 중공군을 레이어화하여 다른 위치에서 여러 번 촬영한 후 레이어를 병합함으로써 수많은 중공군이 진격하는 것으로 표현한 예가 있다.